# Ньянза (Руанда)
Ньянза (руанда Nyanza, нем. Niansa; ранее также Ньябисинду [руанда Nyabisindu]) — город на юге Руанды, административный центр Южной провинции.

## История
В 1899 году мвами Юхи V сделал Ньянзу первой постоянной королевской резиденцией и столицей страны, в статусе которой она оставалась вплоть до ликвидации монархии в 1961 году.
Во время правления Жювеналя Хабьяриманы город был переименован в Ньябисинду с целью стирания его монархического прошлого.
В период после завершения гражданской войны в Руанде Ньянзе было возвращено её название, а в результате административной реформы 2006 года она стала столицей новосозданной Южной провинции.
В январе 2017 года в городе состоялась церемония похорон последнего правившего короля страны Кигели V.

## Географическое положение
Город находится в центральной части провинции, на расстоянии приблизительно 53 километров к юго-западу от столицы страны Кигали. Абсолютная высота — 1792 метра над уровнем моря.

## Население
По данным официальной переписи 2002 года 55 699 человек составляло население муниципалитета, центром которого являлся город, популяция которого по материалам переписи 2012 года насчитывала 25 417 жителей.

## Культура
С 2006 года во дворце на холме Рвесеро в городе действует Национальная художественная галерея «Рвесеро».
В 2008 году в бывшем дворце короля Мутары III также открыт музей «Рукари».

## Персоналии
Список уроженцев города, о которых есть статьи в Википедии, см. тут.